# موررو (كامبريدجشير)
موررو (بالإنجليزية: Murrow, Cambridgeshire)‏ هي قرية تقع في المملكة المتحدة في كامبريدجشير.